# Consell d'Alliberament d'Oròmia
El Consell d'Alliberament d'Oròmia (Gumii Bilisummaa Oromiyaa; Oromiyaa Liberation Council OLC) és un partit polític d'Etiòpia amb poca influència a l'interior i basat sobretot en l'exili. Durant el període del Derg, Obbo Sisai Ibsa va fundar la Union of Oromos in North America (UONA) que va fer aliances amb altres organitzacions oromos a l'exterior i a finals dels anys 1990 es va fundar la Oromiyaa Liberation Council (OLC).
El setembre de 2000 apareix com a membre del primer ULFO (Forces Unides d'Alliberament d'Oròmia) del que va ser un dels principals inspiradors. Sisai va morir el 9 de novembre del 2005. El 2006 el grup es mantenia favorable al restabliment de la tradició dels Gadaa. A la seva pàgina web apareixia la mateixa bandera del ULFO quan aquesta organització ja no existia; en una conferència entre el 22 i el 25 de novembre del 2006, els delegats d'una facció del Front Popular d'Alliberament Oromo (OPLF) i el Consell d'Alliberament d'Oròmia (OLC) van acordar fusionar-se en la nova organització Consell del Front Popular d'Alliberament d'Oròmia/Gumii Adda Bilisummaa Ummata Oromiyaa (GABUO) o Council of Oromiyaa People's Liberation Front (COPLF)